# Arvo
Arvo (Arbo) é um município raiano da Espanha na província de Pontevedra, comunidade autónoma da Galiza, de área 43,3  km² com população de 4.018 habitantes (2004) e densidade populacional de 95,17 hab/km².

## Demografia
| Variação demográfica do município entre 1991 e 2004 | Variação demográfica do município entre 1991 e 2004 | Variação demográfica do município entre 1991 e 2004 | Variação demográfica do município entre 1991 e 2004 |
| --------------------------------------------------- | --------------------------------------------------- | --------------------------------------------------- | --------------------------------------------------- |
| 1991                                                | 1996                                                | 2001                                                | 2004                                                |
| 5053                                                | 5019                                                | 3742                                                | 4018                                                |